# Weinegg
Weinegg ist ein Quartier in der Stadt Zürich im Kreis 8 (Riesbach), am rechten Ufer des Zürichsees.

## Lage

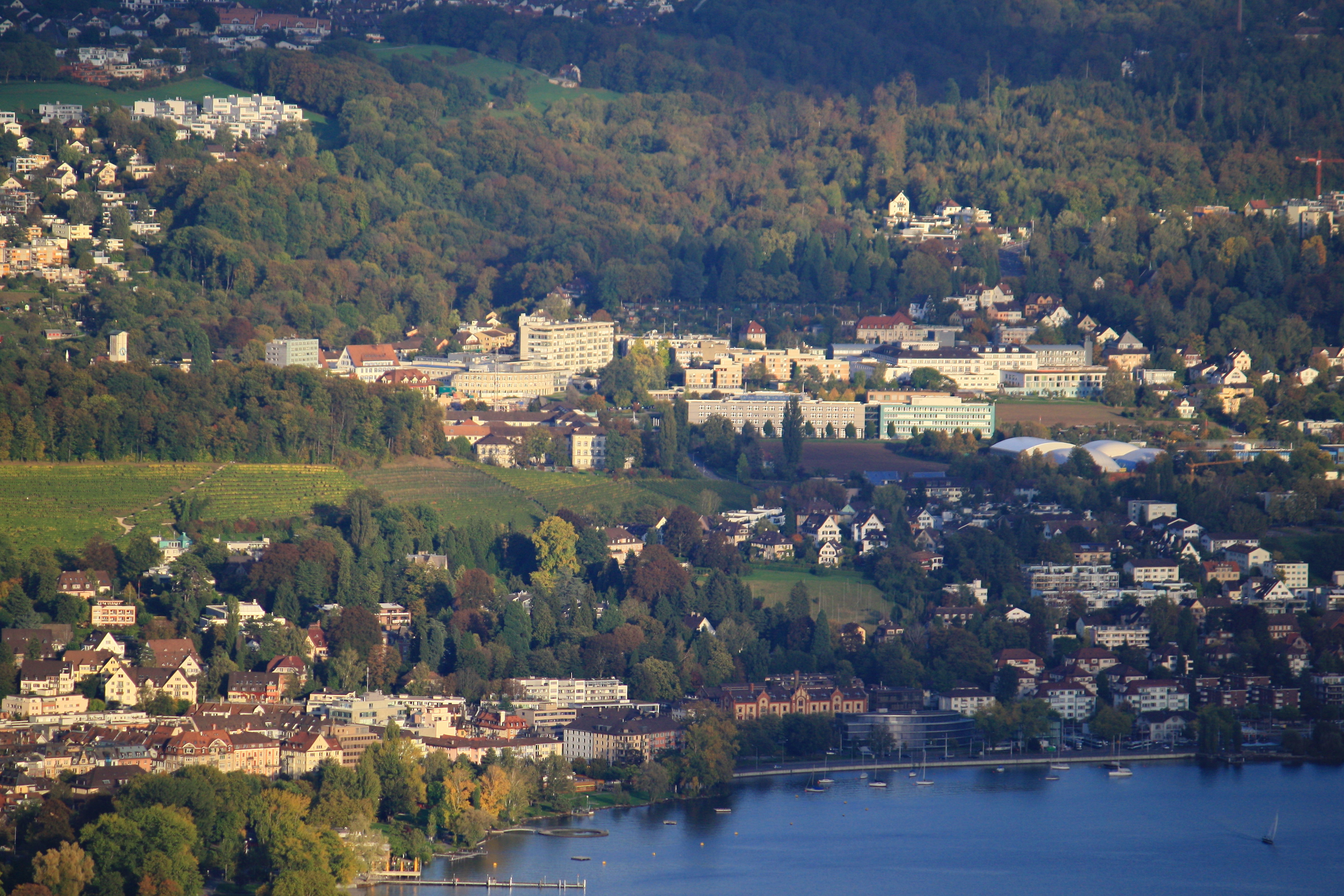
Balgrist, Ansicht vom Uetliberg

Das nach dem Hügel nordwestlich des «Burghölzli» benannte Quartier Weinegg wird durch die Zollikerstrasse, die Forchstrasse, sowie den Wildbach und Wehrenbach und südöstlich durch die Stadtgrenze gegen Zollikon begrenzt. Dieses dreieckförmige Gebiet zieht sich vom Kreuzplatz bis in die Gegend der Flühgasse zur Rehalp hinauf, von dort bis zur Zollikerstrasse und grenzt an die Quartiere Hottingen, Hirslanden, Witikon und Mühlebach sowie im Südosten an die Gemeinde Zollikon.

## Geschichte

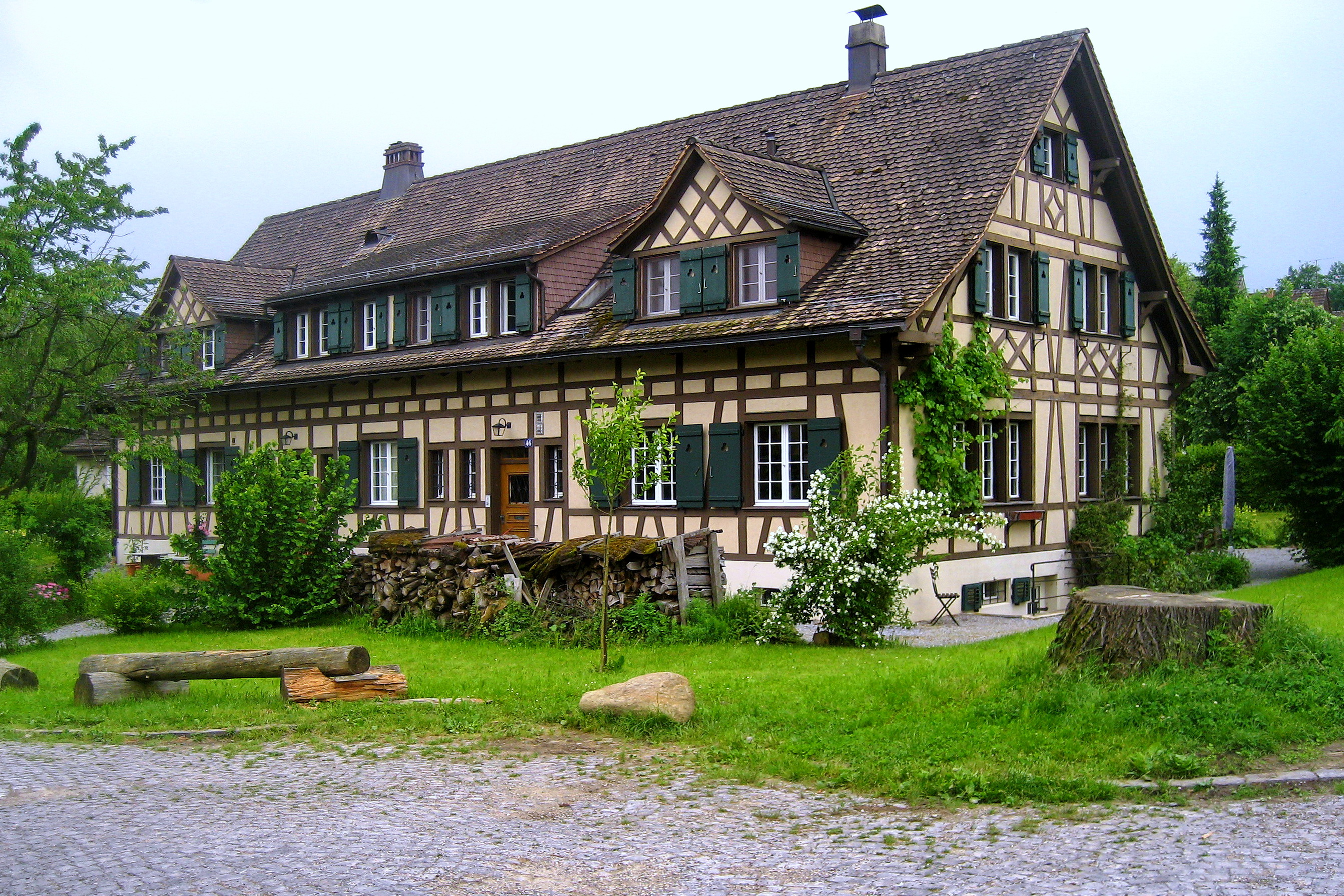
Das ehemalige Bauernhaus an der Weineggstrasse 46–48

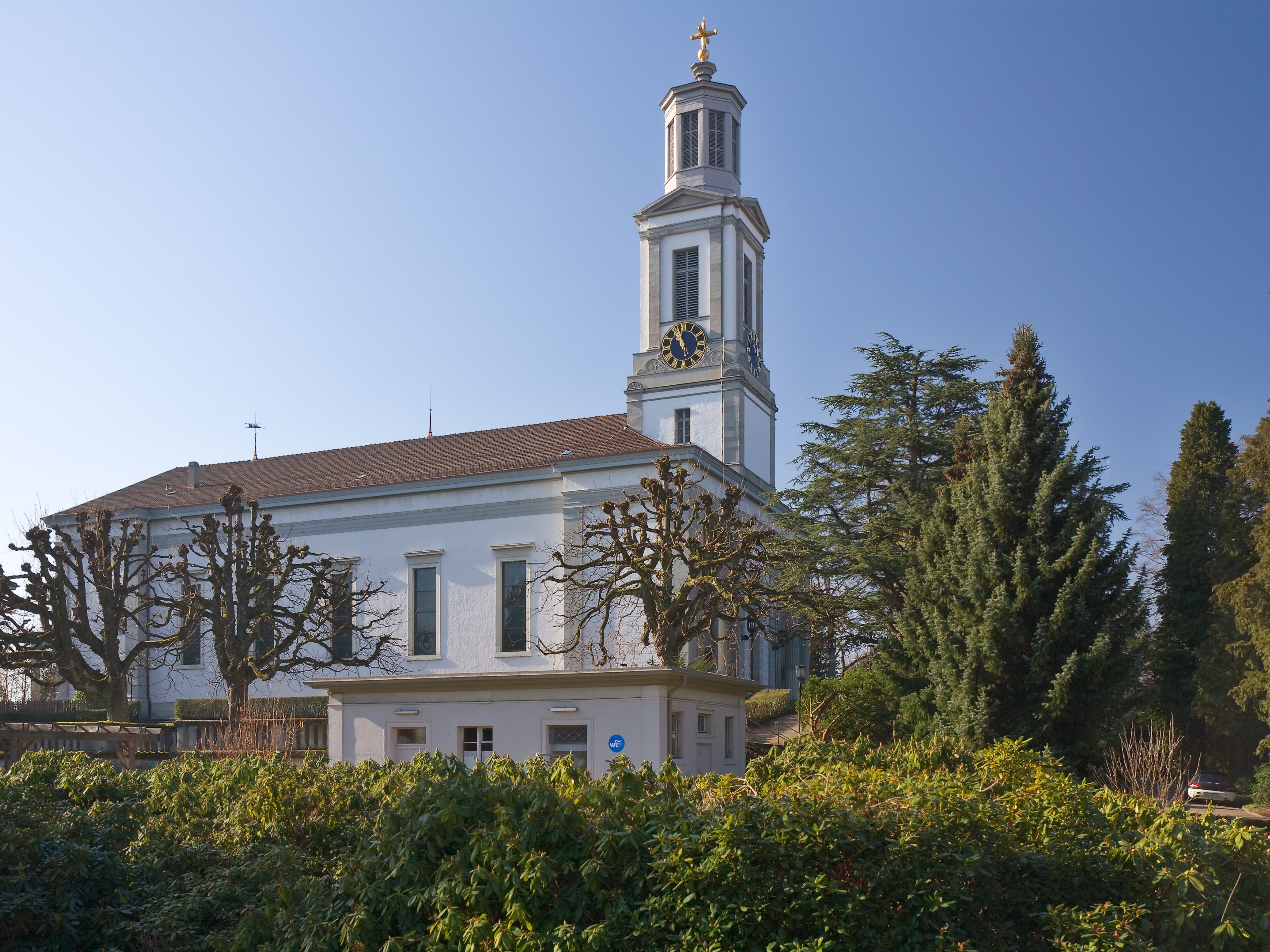
Neumünsterkirche, Ansicht von Norden

Die Namensgebung der bis 1893 eigenständigen Gemeinde Riesbach geht auf den «Riedisbach» zurück – der heutige Nebelbach. Archäologische Funde zeigen, dass das einstige Riesbacher Gemeindegebiet schon in der Steinzeit besiedelt war. «Riedisbach» wird erstmals um 930 in den Verzeichnissen der Grossmünster Besitzungen erwähnt. Das Gebiet nördlich des Hornbaches gehörte ursprünglich in den Hofverband der Abtei Stadelhofen. Mit der Vogtei Stadelhofen–Zollikon kam Riesbach 1358 aus dem Besitz von Gotfrid Mülner an die Stadt Zürich und blieb bis 1798 Bestandteil der Vogtei. 1408 werden die Wachten Riesbach und Seefeld erwähnt, und bis ins 19. Jahrhundert blieben diese sogenannten Ausgemeinden Bauerndörfer mit Ackerbau, Viehzucht und Rebbau. 1834 schlossen sich die drei Gemeinden Hottingen, Hirslanden und Riesbach zur Kirchgemeinde Neumünster zusammen, und 1839 erfolgte die Einweihung der Neumünsterkirche auf dem Zelglihügel. Nach Abtragung der mittelalterlichen Stadtbefestigung erhielten die Vororte gut ausgebaute Strassen, die Riesbach- und Seefeldstrasse.

### Eingemeindung
Am 11. Mai 1891 wurde das Vereinigungsgesetz im Kantonsrat mit 169 gegen 11 Stimmen und mit einer kantonalen Volksabstimmung das sogenannte Zuteilungsgesetz mit 37'843 zu 24'904 angenommen, in Riesbach mit 1'059 Ja- zu 547 Nein-Stimmen. Die Eingemeindung in die Stadt Zürich erfolgte am 1. Januar 1893.
Riesbach bildete zusammen mit Fluntern, Hottingen und Hirslanden den Stadtkreis V. Mit der Gemeindeordnung von 1913 entstand aus Riesbach und dem zum alten Hirslanden gehörenden Teilstück südlich des Wehrenbaches der Kreis 8. Die bis dahin gebräuchlichen römischen Ziffern zur Ordnung der Stadtkreise wurden nach der Revision durch arabische ersetzt. Die übrigen Quartiere des Kreis V – Fluntern, Hottingen und Hirslanden – wurden zum neuen Stadtkreis 7.
Der heutige Kreis 8 liegt auf dem Gebiet der ehemaligen Gemeinde Riesbach, deren Name noch heute gebräuchlich ist. Mit der zweiten Eingemeindung von 1934 wurde Riesbach für statistische Zwecke in sogenannte «Statistische Bezirke» gegliedert, die als unterer, mittlerer und oberer Teil bezeichnet wurden. Erst im Jahr 1953 respektive 1971 wurden diese Bezeichnungen unter der Verwendung der neuen Quartiernamen Seefeld, Weinegg und Mühlebach geändert, in Anlehnung an geografische Bezeichnungen früherer Ortsteile.

## Bevölkerung
Bei der Eingemeindung war Riesbach mit 14'194 Einwohnern und Einwohnerinnen das drittgrösste Quartier der Stadt, nach Aussersihl und Zürich, dem heutigen Kreis 1. Derzeit liegt der Kreis 8, nach Bewohnern gemessen, mit 15'343 Personen an drittletzter Stelle.
Die rasante Bevölkerungsentwicklung, welche Riesbach im frühen 19. Jahrhundert dank der Nähe zur Innenstadt erlebte, hat sich seit der Nachkriegszeit in eine beständige Abnahme gewandelt. Im Jahr 1960 wuchs die Bevölkerung im Quartier Weinegg wieder an und erreichte 1961 mit 6'933 Personen ihr Maximum, um bis Ende der 1980er-Jahre abzunehmen und sich seither zwischen 4'700 und 5'000 einzupendeln, derzeit 4'951 Personen.

## Bevölkerungsentwicklung des Quartiers
Quelle: Statistik & Daten: Weinegg

### Demografische Daten
Die Stadt Zürich ist unterteilt in 12 Kreise, die wiederum aus den 34 Stadtquartieren gebildet sind. Die Erhebung statistischer Daten erfolgt in Zürich in 216 sogenannten statistische Zonen. Gekennzeichnet sind diese mit einer Nummer, welche sich aus der Stadtquartiernummer und einer Laufzahl zusammensetzt, die Stadtquartiernummer wiederum aus der Kreisnummer und einer Laufzahl. Das Stadtquartier Weinegg trägt die Nummer 083, dessen statistische Zonen die Nummern 08301 bis 08304:
- Neumünster 08301
- Botanischer Garten 08302
- Burghölzli 08303
- Rehalp 08304

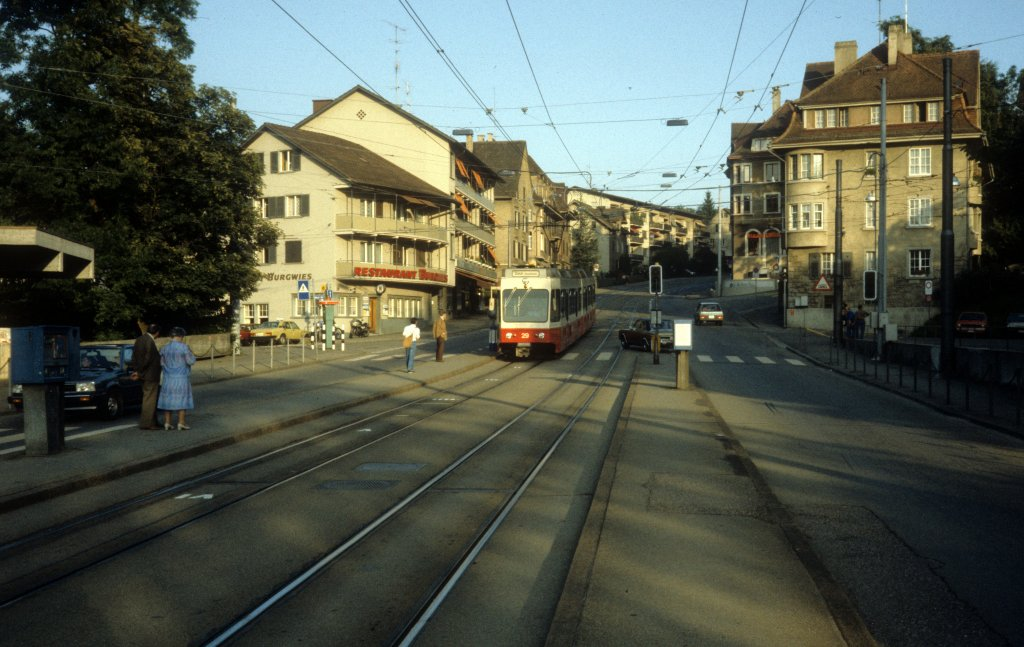
Forchbahn in der Burgwies

Gemessen an der Wohnbevölkerung ist die Weinegg heute kleineres, weniger dicht besiedeltes Stadtquartier. Es zeigt bei den meisten demografischen Daten keine nennenswerten Abweichungen von städtischen Durchschnittswerten. Markante Ausnahmen sind:
- Der Anteil an evangelisch-reformierten Personen ist im Vergleich zu anderen Stadtquartieren überdurchschnittlich.
- Im Quartier Weinegg ist der grösste Teil der 591 Gebäude Nutzbauten. Der Anteil an ab 1991 erstellten Neubauten ist nach dem Quartier Escher Wyss der zweithöchste in der Stadt, gleichzeitig ist aber auch der Anteil an Altbauten, die vor 1893 erbaut wurden, höher als bei den meisten anderen Stadtquartieren.
- Ein Viertel der Gesamtfläche von Zürich ist bewaldet, in der Weinegg gerade nur 9 % (Burghölzliwald). Trotzdem liegt der Grünflächenanteil leicht über dem städtischen Mittel: 63,48 % der Gesamtfläche sind Hausumschwung und Gartenanlagen, wozu die Grünbereiche des Botanischen Gartens und die Wirtschaftsfläche des Quartierhofs wesentlich beitragen.
- Die Zahl der Arbeitsstellen im Quartier übersteigt diejenige der Wohnbevölkerung, hingegen ist die Zahl der Arbeitsstätten (Spitäler, Dienstleistung, Gewerbe) im Vergleich zu den meisten anderen Stadtquartieren statistisch überdurchschnittlich klein.[3]

## Sehenswürdigkeiten und Freizeit

### Burghölzli

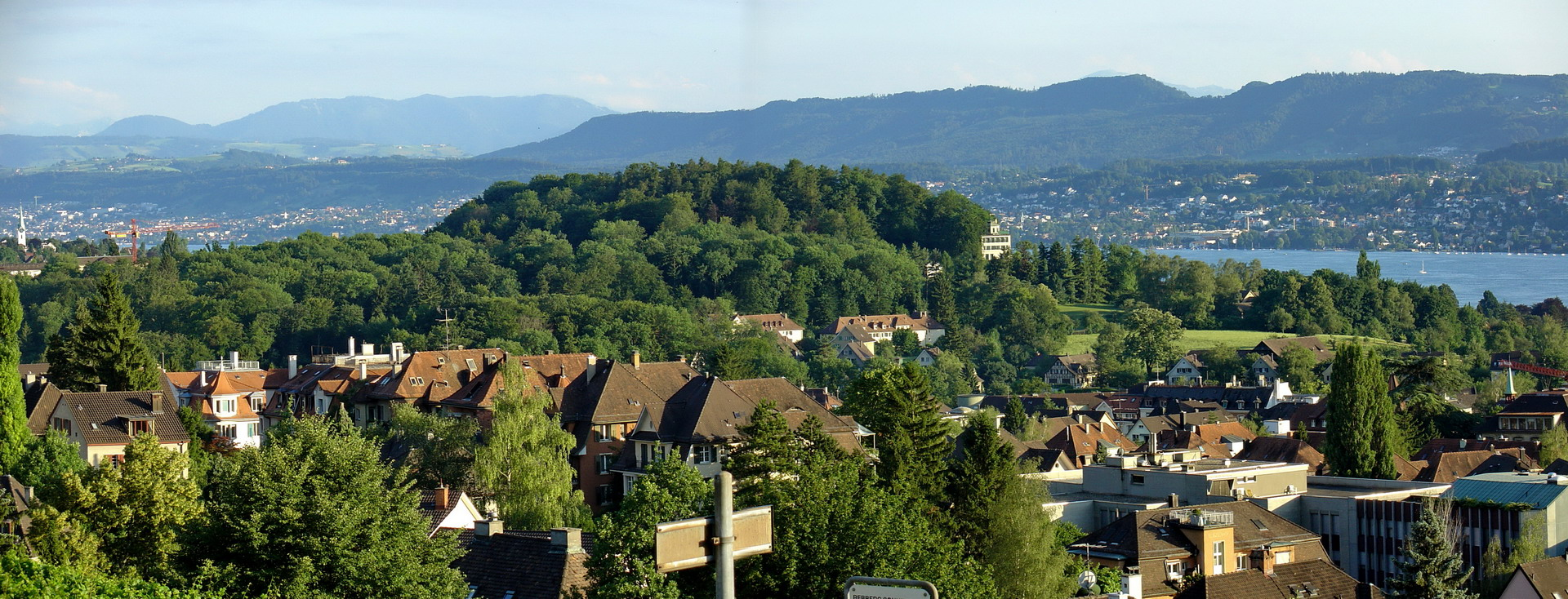
Burghölzli mit Zürichsee und Albis, vom Sonnenberg aus

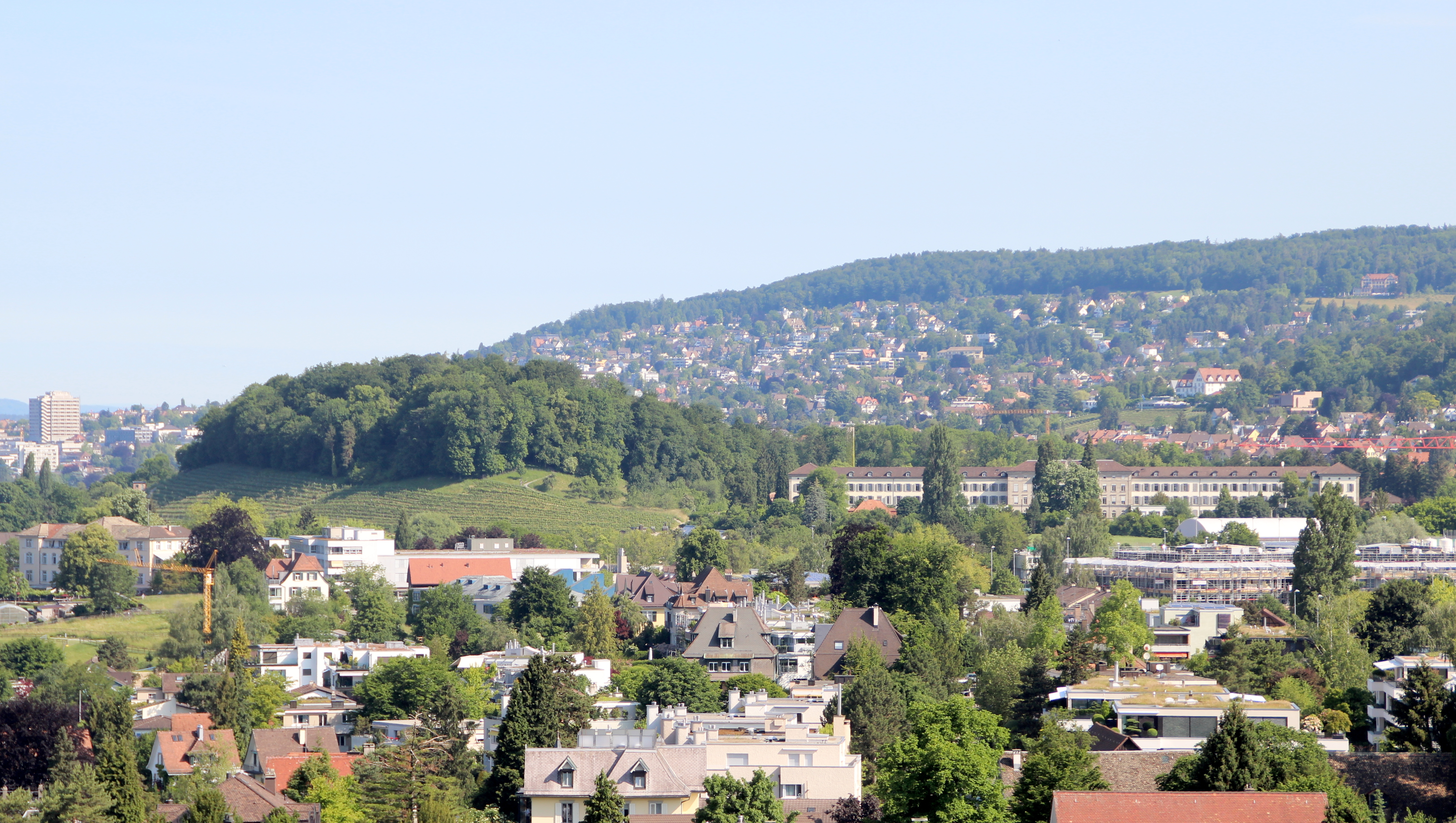
Burghölzlihügel, rechts die Psychiatrischen Universitätsklinik

Der alte Kern des Quartiers Weinegg, genannt Obere und Untere Weinegg, auf der Verlängerung des Burghölzli-Hügels liegt auf einer Seiten-Muräne des Zürichsee-Gletschers. Der Burghölzlihügel, die nordwestlich anliegende Wirtschaftsfläche des Quartierhofs und der Botanische Garten bilden eine zentrale Grünfläche. Inmitten des Quartiers thronend, ist dieser markante Hügelzug ein Naherholungsgebiet und für Zürich ein wertvoller Naturraum: Der Molasse-Hügel aus der Würmeiszeit ist Lebensraum für eine reichhaltige Fauna und Flora.
Der südwestliche Hang des «Burghölzli», die «Burghalde», ist ein Weinberg mit der für Zürich stattlichen Grösse von vier Hektaren, was rund 30 Prozent der Stadtzürcher Rebfläche entspricht. Bewirtschaftet wird er von einer privaten Weinkellerei, bis ins Jahr 2006 in Zusammenarbeit mit der Psychiatrischen Universitätsklinik Zürich – auch heute als «das Burghölzli» bekannt – dessen Patienten aus therapeutischen Gründen teilweise im Weinbau mitgearbeitet haben. Ebenso markant wie der Rebberg beim «Burghölzli» ist die von weither erkennbare «Stephansburg» aus dem Jahre 1843. Das nach dem Erbauer benannte Gebäude ist seit 1879 Teil der Psychiatrischen Universitätsklinik Zürich.
Unterhalb des Rebbergs, an der Südstrasse, befinden sich mehrere Villen aus verschiedenen architektonischen Epochen, wie die 1879 bis 1882 erbaute Villa Brandt und der barocke Landsitz Brunnenhof aus dem Jahr 1644. Ein Beispiel neuerer Bauart ist die Villa Meyer, im Stil eines Renaissance-Palazzos (1984/1986).

### Botanischer Garten

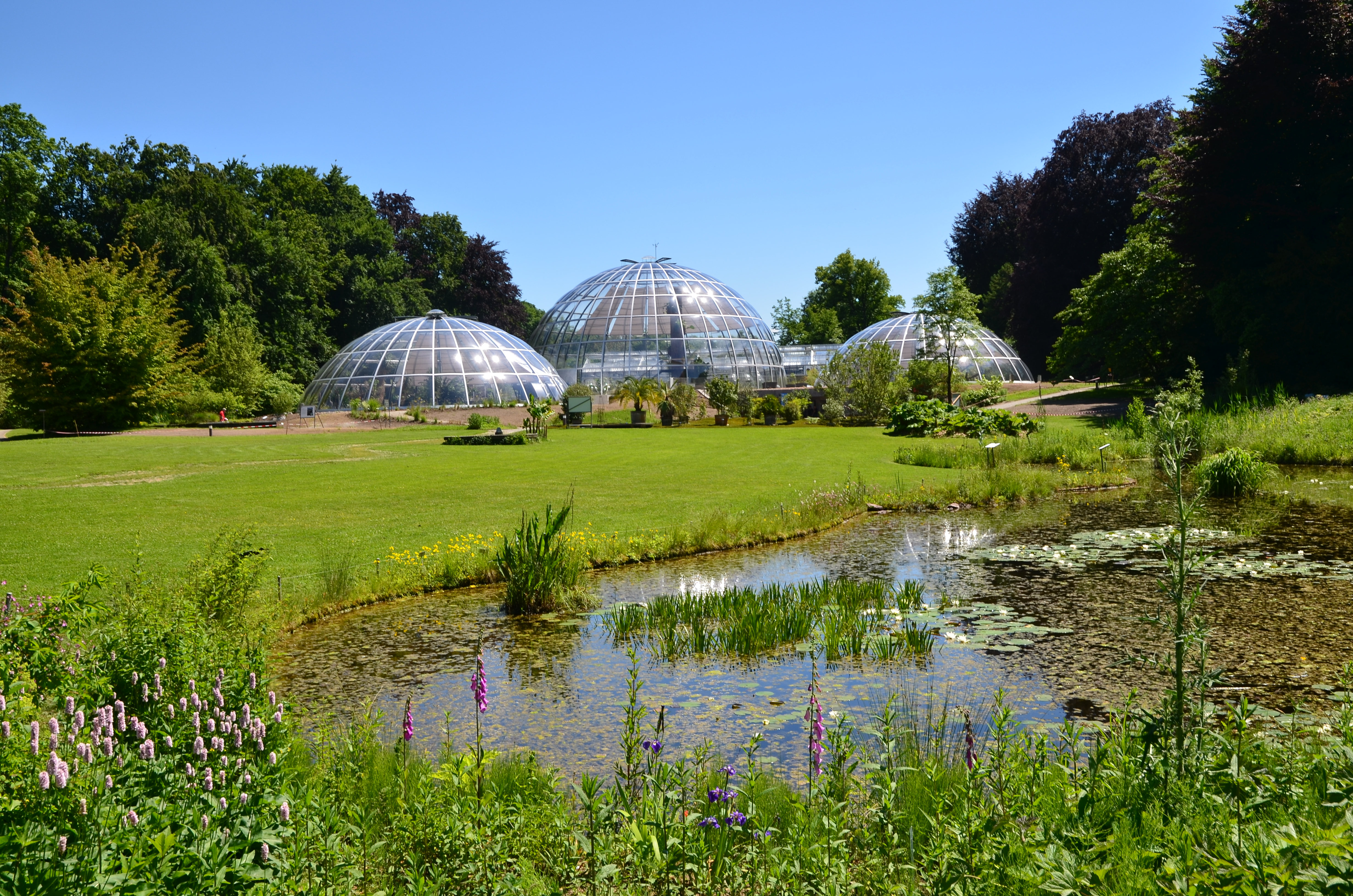
Kuppelgewächshauser im Botanischen Garten

Der Botanische Garten der Universität Zürich befindet sich im Park der ehemaligen Villa Schönau an der Zollikerstrasse. Der 1972 bis 1977 angelegte Garten ersetzte den botanischen Garten «zur Katz» am Schanzengraben und wurde Standort des Instituts für Systematische Botanik. Rund 8'000 Pflanzenarten sind in themenbezogenen Biotopen zusammengefasst, darunter Mittelmeerflora und ein Frühlingsgarten. Der Garten umfasst ein weitläufiges Aussenareal und drei Kuppelgewächshäuser mit unterschiedlichen Klimazonen. Das grösste Gewächshaus beherbergt Pflanzen aus der tropischen Klimazone. Die beiden anderen beherbergen Pflanzen der Subtropen und der Savanne. Neben der Nutzung als Erholungsgebiet gehören zu den Aufgaben die Bereitstellung von Pflanzen für Lehre und Forschung, die Erhaltung und Vermehrung bedrohter Gewächse sowie der Informationsdienst und Ausstellungen.

### Quartierhof Wynegg

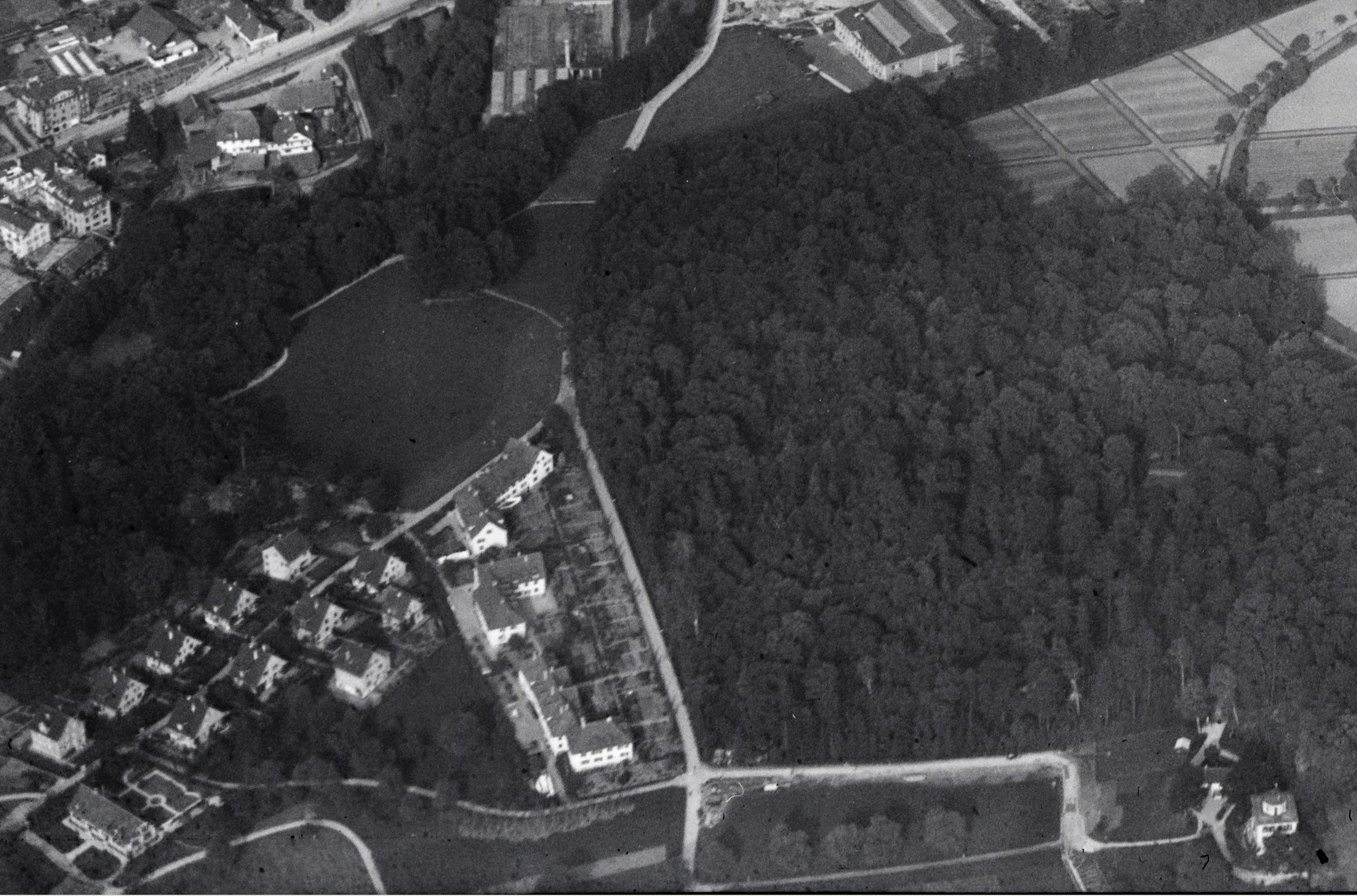
Obere Weinegg, unten links mit dem Bauernhaus Weineggstrasse 46–48 (1932)

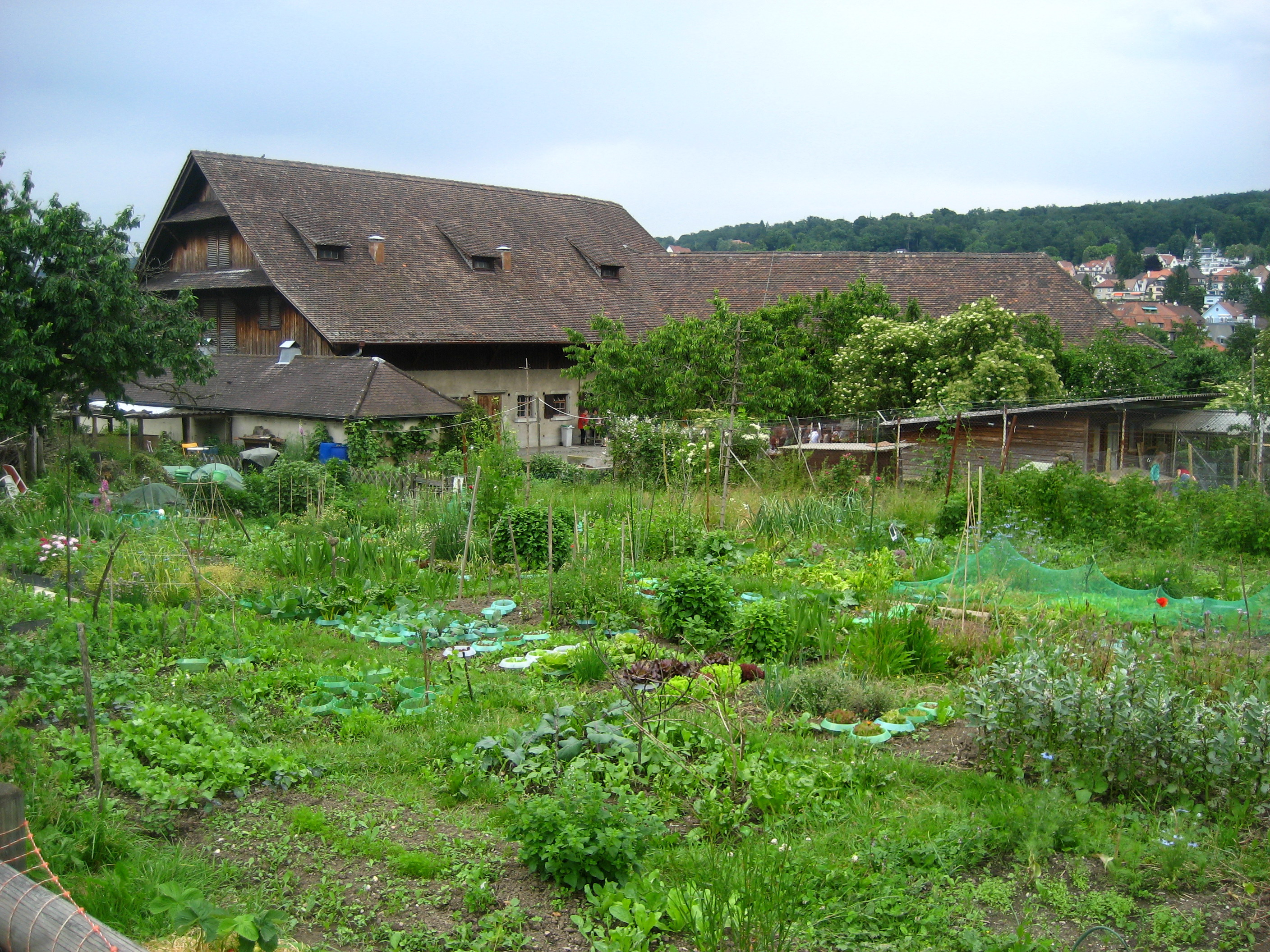
Quartierhof Weinegg, Ansicht von Südosten

Im Gebiet der oberen Weinegg befindet sich der letzte Bauernhof des Stadtkreises 8, heute Quartierhof Wynegg. Das Bauernhaus (Doppel-Riegelhaus Weineggstr. 46/48) wurde 1931 vom Architekturbüro Müller & Freytag «im Sinne des Heimatstils als traditionelles Zürichseehaus mit Satteldach und vorgeblendetem Riegel» erstellt. Es gehörte mit Hof und Umschwung zur Villa Schönau des Ehepaars Annie Bodmer-Abegg und Henry Bodmer-Abegg. Bauherr Bodmer-Abegg hatte sich durch Zukäufe eine namhafte Landwirtschaft eingerichtet. Der frei stehende, winkelförmige Scheunenbau ist heute zentraler Teil des Quartierhofs Wynegg. Die Gebäude sind geschützt und befinden sich im kommunalen Inventar.
Mit Wollschweinen, Hühnern, Hasen, Kleinpferden, Maultieren und dem jährlichen Mostfest ist der Quartier-Bauernhof Wynegg in den letzten Jahren zu einem Markenzeichen des familienfreundlichen Stadtquartiers geworden.
Die Quartierbevölkerung engagierte sich deshalb vehement gegen den geplanten Verkauf des rund ein Hektar grossen Areals, um die letzten Erinnerungen an das einst hier herrschende Landleben im urbanen Quartier Weinegg zu erhalten. Die Volksinitiative «Rettet die Obere Weinegg» des 1997 gebildeten Trägervereins «Quartierhof Wynegg» kam am 21. März 2001 mit 4'245 gültigen Stimmen zustande. Zwar hatte der Kanton dem Trägerverein ein Kaufangebot unterbreitet, doch dieser konnte die geforderten 10 bis 20 Mio. Franken nicht aufbringen. Auf dem Gelände möchte die Stadt Zürich zusammen mit dem Kanton eine Siedlung mit 40 bis 50 Wohnungen errichten und auch den Bauernhof in das Projekt integrieren (Stand 2. April 2008).

### Tramdepot Burgwies
Nördlich des Quartierhofs Weinegg bildet der Wildbach die Grenze zu Hirslanden, mit dem 1893 erbauten Tramdepot Burgwies, dem ältesten der Schweiz und seit 26. Mai 2007 der neue Standort des Tram–Museums Zürich.

### Gotteshäuser

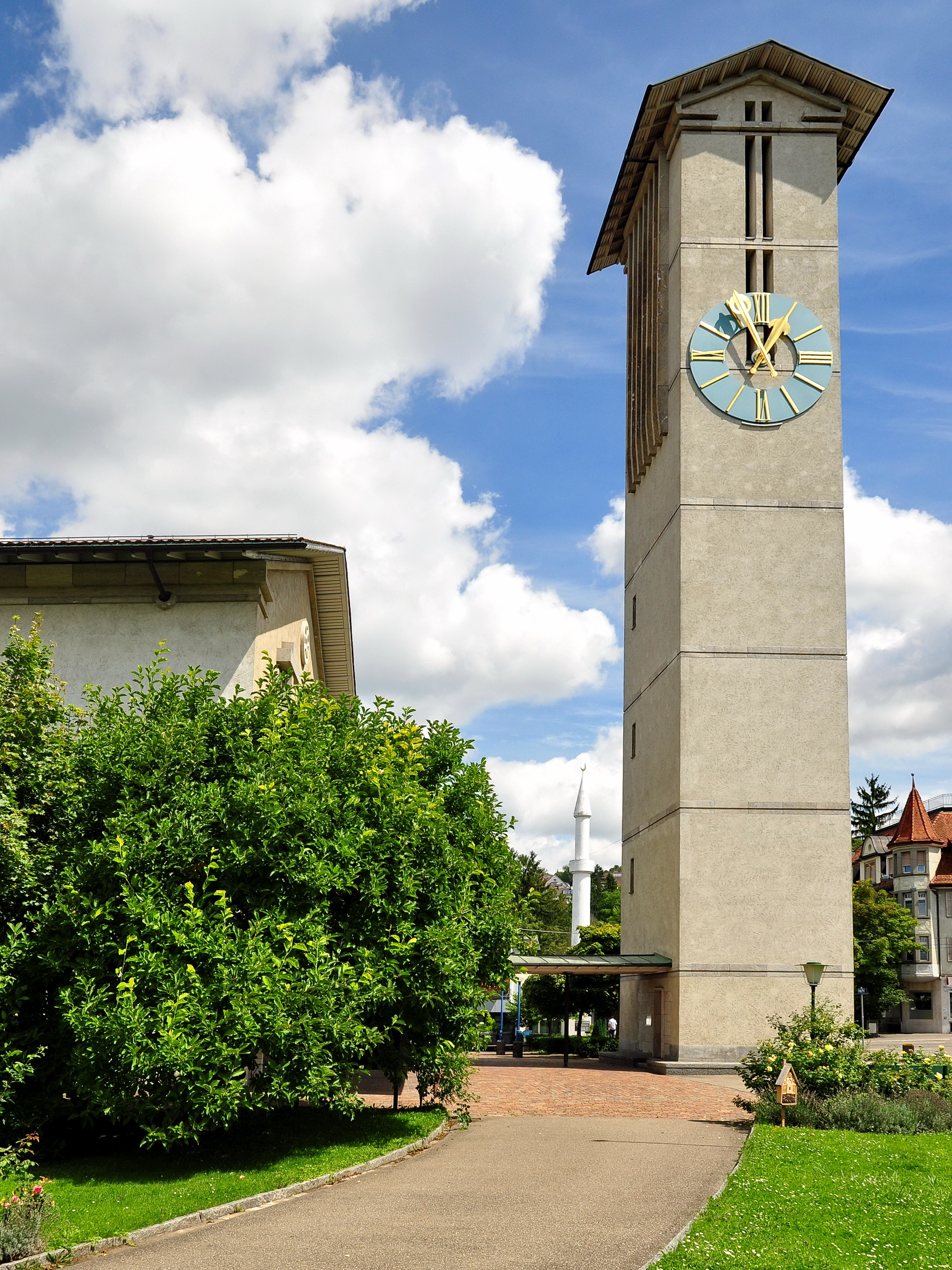
Kirche Balgrist und das Minarett der Mahmud-Moschee

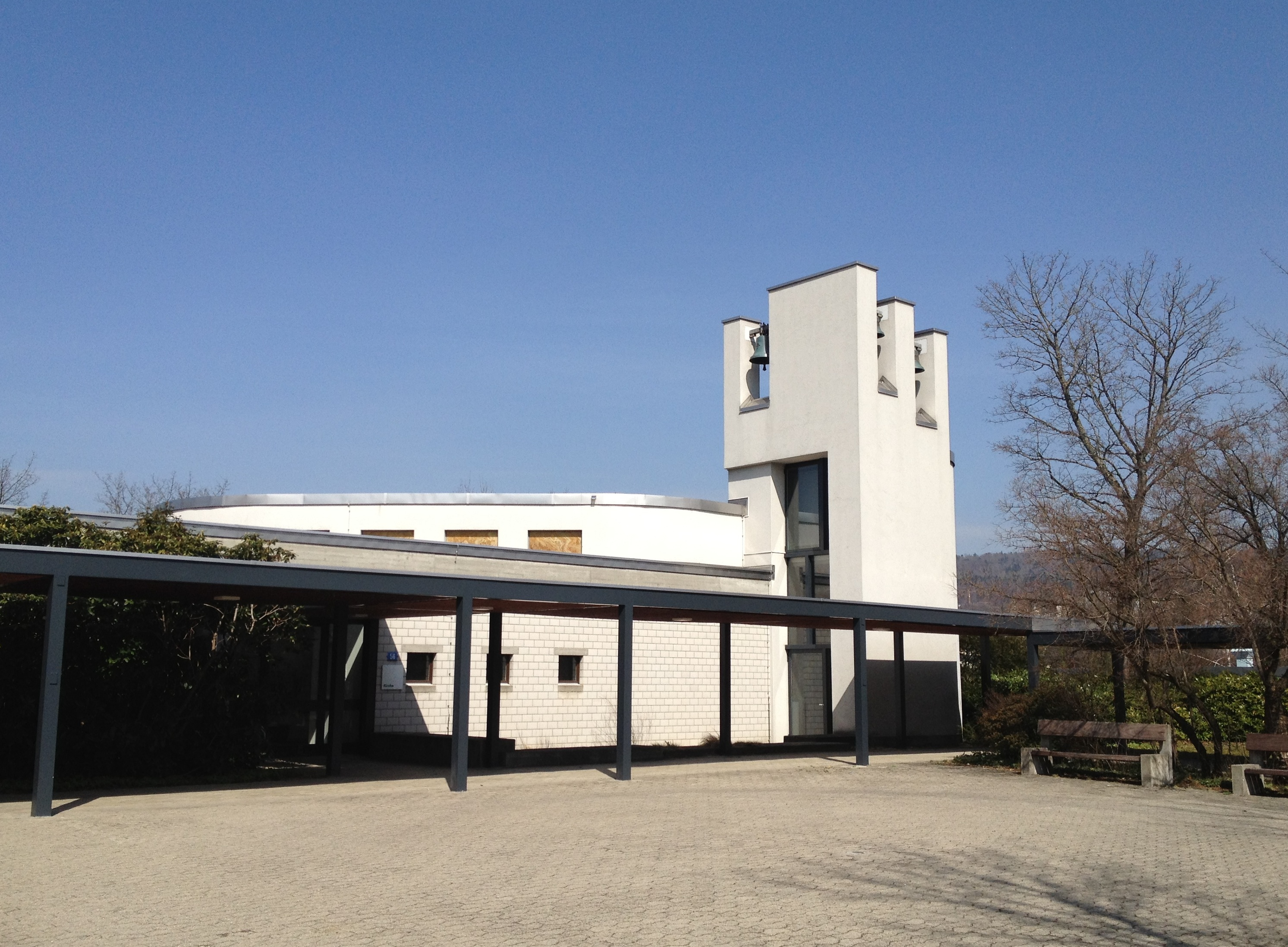
Kirche der Epi-Klinik, Architekt: Bruno Giacometti

In Weinegg gibt es zwei Kirchen der Evangelisch-reformierten Landeskirche:
- Die Kirche Neumünster, die 1839 eingeweiht wurde.
- Die Reformierte Kirche Balgrist wurde in den Jahren 1950 bis 1952 erbaut.

Auf der anderen Seite der Forchstrasse steht die Mahmud-Moschee, Zürichs einzige Moschee mit Minarett. Die Moschee der Ahmadiyya wurde 1963 eröffnet.

## Bildung
Schüler der Primarschule und Oberstufe sind organisatorisch der Kreisschulpflege Zürichberg zugeordnet.

## Verkehr
Nachdem das Rösslitram das Zeitalter des öffentlichen Verkehrs in Zürich eingeleitet hatte, erfolgte zwölf Jahre später die vorerst auf nur wenige Jahre beschränkte Inbetriebnahme der ersten elektrischen Strassenbahn durch die damaligen Quartiere Hottingen und Hirslanden. Die zusammen 4,6 Kilometer langen Linien Bellevue–Kreuzplatz–Burgwies und Bellevue–Pfauen–Römerhof–Kreuzplatz nahmen mit einem Volksfest 1894 ihren Betrieb auf. Trotz der bescheidenen Höchstgeschwindigkeit von 15 km/h wurde seit Beginn ein Sechsminutentakt eingehalten.
Heute ist Weinegg eines der wenigen Zürcher Quartiere mit nur indirektem Anschluss an das Tram- und das Netz der S-Bahn Zürich. Die Tramlinien 2, 4 – beide im Seefeld – und 11 (Forchstrasse) zum Bahnhof Stadelhofen sowie der Bahnhof Tiefenbrunnen können aber bequem zu Fuss erreicht werden. Das Weineggquartier ist ungeachtet dessen relativ gut in das öffentliche Nahverkehrsnetz der Verkehrsbetriebe Zürich (VBZ) eingebunden, mit der Trolleybuslinie 33 und der Autobuslinie 77.

## Wirtschaft

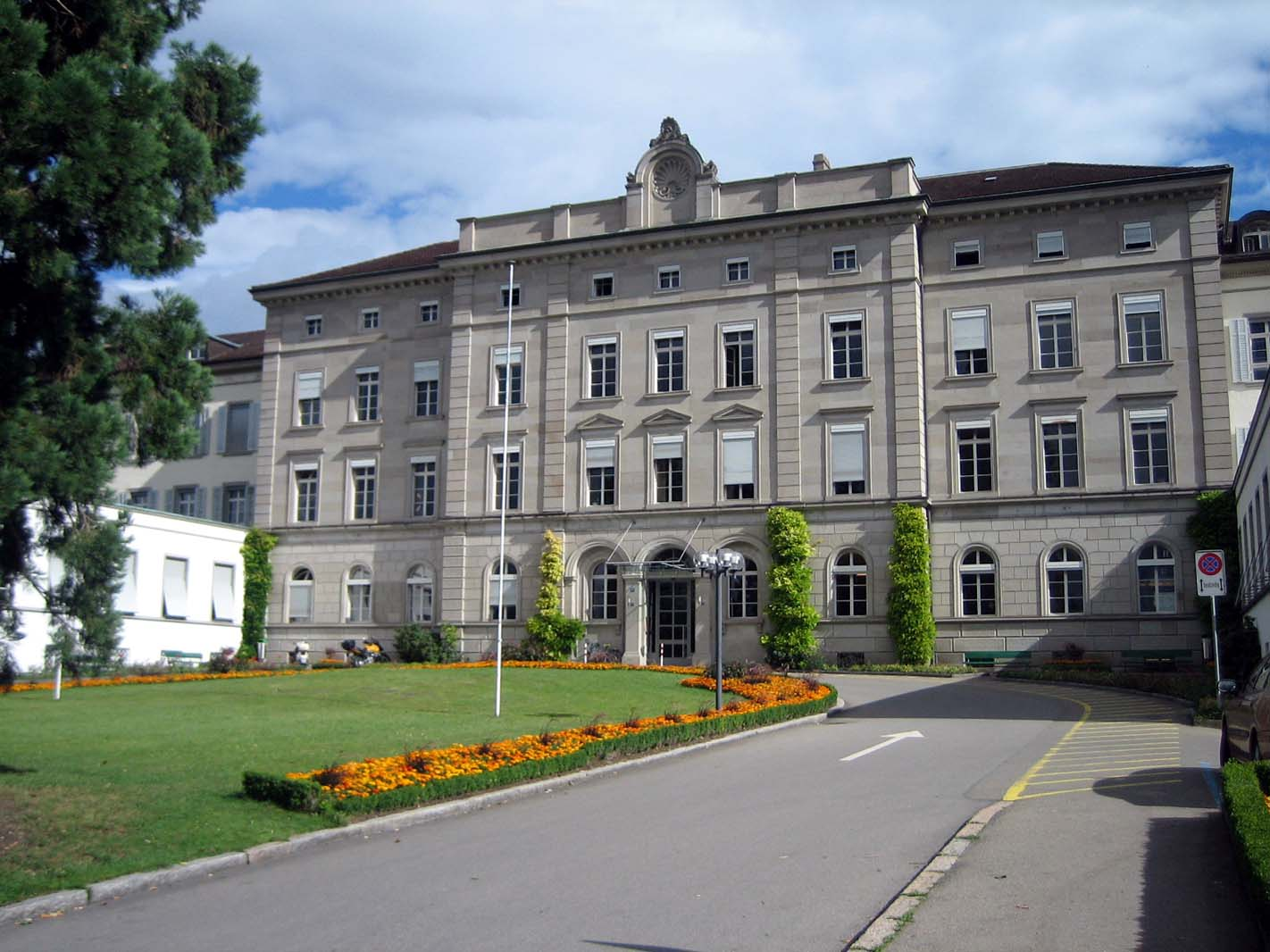
Psychiatrische Universitätsklinik «Burghölzli», Eingangsbereich

Wohl kein anderer Stadtteil vereint so viele medizinische Gebäude und Krankenhäuser, weshalb das Quartier Weinegg auch «Quartier der Kliniken» genannt wird. Nebst der 1870 gegründeten Psychiatrischen Universitätsklinik Zürich «Burghölzli» sind das Schweizerische Epilepsie-Zentrum, die Orthopädische Universitätsklinik Balgrist sowie die privaten Spitäler Klinik Hirslanden und Schulthess-Klinik und das städtische Pflegeheim Rehalp angesiedelt.
Erwähnenswert sind, nebst dem Institut für Systematische Botanik im Botanischen Garten, einige weitere im Quartier ansässige Forschungseinrichtungen der Universität Zürich: Die Abteilung für psychiatrische Forschung, die Abteilung für Experimentelle Infektiologie und Krebsforschung der Kinderklinik und das Institut für Molekulare Krebsforschung an der August Forel-Strasse.

## Persönlichkeiten
- Johann Konrad Zeller (1807–1856), Maler